# Climatius
Climatius (Климатијус) је род изумрлих риба који припада класи бодљикавих ајкула (Acanthodii).
Ово је један од ранијих познатих припадника бодљикавих ајкула. Врсте рода Climatius су биле активни пливачи који су користили своје моћно репно пераје и више стабилизационих пераја. Сматра се да су вероватно ловиле остале рибе и ракове. Њихова доња вилица је била богата зубима који су се мењали када се истроше (полифиодонтизам); док је горња вилица била без зуба. У сврху одбране од предатора, Climatius је имао петнаест бодљи са доње стране тела и на леђима (налазиле су се у леђном перају). Каснији представници бодљикавих ајкула имали су мање бодљи, као нпр. род Acanthodes — 6 бодљи.